# هوبرت ماركل
هوبرت سيمون ماركل (بالألمانية: Hubert Simon Markl) ـ (17 أغسطس 1938 ـ 8 يناير 2015) هو عالم أحياء ألماني، شغل منصب رئيس جمعية ماكس بلانك في الفترة من 1996 إلى 2002.

## روابط خارجية
- هوبرت ماركل على موقع مونزينجر (الألمانية)